# 1905 في بلجيكا
فيما يلي قوائم الأحداث التي وقعت خلال عام 1905 في بلجيكا.

## رياضة
- 1 يناير – بطولة العالم للدراجات على المضمار 1905

## مواليد

### مارس
- 20 أبريل – مارسيل دو كورت فيلسوف بلجيكي.

### أبريل
- 20 أبريل – مارسيل دو كورت فيلسوف بلجيكي.

### مايو
- 17 مايو – جان دي كليرك لاعب كرة قدم بلجيكي.

### نوفمبر
- 5 نوفمبر – جول بابارت لاعب كرة قدم بلجيكي.

## وفيات

### نوفمبر
- 17 نوفمبر – الأمير فيليب، كونت فلاندرز (مواليد 1837)